# 不二越站
不二越站（日语：／ Fujikoshi eki */?）是隸屬於富山地方鐵道的鐵路車站，座落於富山縣富山市，現時為無人站，但因位於高校附近，通學乘客較多，於晨早時段時會有職員於月台上協助收集車票。
車站原本稱作「山室站」，1958年改以位於車站附近、以生產工業零件的縣內公司「不二越」來命名，同樣的例子有位於滋賀縣近江鐵道的螢幕站。

## 車站結構
使用中為第2代車站，採用簡易車站模式，只設有候車用的月台而不設站舍，2005年因應縣道擴闊工程而遷移至此。第1代站舍為水泥建兩層建築物，於車站由「停留場」昇格為車站時所興建，過往曾為主要有人車站，設有售票櫃位及站務室，車站遷移後，站舍亦於同年被拆卸。
現時使用中的只有1個側式月台，為列車不能交換車站，末端設無障礙斜道通往車站出入口。過往在舊站時則為島式月台1個，共設2面2線。

### 月台配置
| 路線      | 方向 | 目的地       | 備註 |
| --------- | ---- | ------------ | ---- |
| ■不二越線 | 上行 | 電鐵富山方向 |      |
| ■不二越線 | 下行 | 岩峅寺方向   |      |

## 相鄰車站
富山地方鐵道
■ 不二越線
普通
榮町 （T58）－不二越（T59）－大泉（T60）

## 外部連結
- 富山地方鐵道不二越站公式網頁。（页面存档备份，存于）（日語）